# Campionati del mondo di ciclocross 2009 - Gara maschile Under-23
La quattordicesima edizione della gara maschile Under-23 dei Campionati del mondo di ciclocross si svolse il 31 gennaio 2009 con partenza ed arrivo da Hoogerheide, nei Paesi Bassi, su un percorso totale di 24,7 km. La vittoria fu appannaggio del tedesco Philipp Walsleben, il quale terminò la gara in 52'48", precedendo il connazionale Christoph Pfingsten e il polacco Pawel Szczepaniak.
Partenza con 56 ciclisti, dei quali 55 portarono a termine la competizione.

## Squadre partecipanti
| N. ciclisti | Cod. | Squadra         |
| ----------- | ---- | --------------- |
| 5           | BEL  | Belgio          |
| 3           | CAN  | Canada          |
| 3           | CZE  | Repubblica Ceca |
| 5           | FRA  | Francia         |
| 5           | GER  | Germania        |
| 2           | GBR  | Gran Bretagna   |
| 5           | ITA  | Italia          |
| 2           | JPN  | Giappone        |
| 1           | LUX  | Lussemburgo     |

| N. ciclisti | Cod. | Squadra     |
| ----------- | ---- | ----------- |
| 5           | NLD  | Paesi Bassi |
| 5           | POL  | Polonia     |
| 1           | ROM  | Romania     |
| 1           | RUS  | Russia      |
| 2           | SVK  | Slovacchia  |
| 2           | ESP  | Spagna      |
| 1           | SWE  | Svezia      |
| 3           | SUI  | Svizzera    |
| 5           | USA  | Stati Uniti |

## Ordine d'arrivo (Top 10)
| Pos. | Corridore           | Squadra     | Tempo  |
| ---- | ------------------- | ----------- | ------ |
| 1    | Philipp Walsleben   | Germania    | 52'48" |
| 2    | Christoph Pfingsten | Germania    | a 21"  |
| 3    | Pawel Szczepaniak   | Polonia     | s.t.   |
| 4    | Cristian Cominelli  | Italia      | s.t.   |
| 5    | Sascha Weber        | Germania    | a 24"  |
| 6    | Quentin Bertholet   | Belgio      | a 25"  |
| 7    | Guillaume Perrot    | Francia     | a 29"  |
| 8    | Ramon Sinkeldam     | Paesi Bassi | a 30"  |
| 9    | Clément Bourgoin    | Francia     | s.t.   |
| 10   | Marek Konwa         | Polonia     | a 33"  |